# タヒーラ
タヒーラ（Tahiyra、2020年2月19日 - ）は、アイルランドの競走馬。主な勝ち鞍は2022年のモイグレアスタッドステークス、2023年のアイリッシュ1000ギニー、コロネーションステークス、メイトロンステークス。

## 戦績

### 2歳（2022年）
7月26日ゴールウェイ競馬場芝7fの未勝利戦でデビューし、後続に5馬身半差をつけて圧勝する。
9月23日のモイグレアスタッドステークスでは中団の外目から鋭く脚を伸ばすと、先に抜け出したメディテートを並ぶ間もなくかわして先頭に立ち、最後は2馬身1/4差つけ勝利しG1初制覇を果たした。

### 3歳（2023年）
3歳初戦となった5月7日の英1000ギニーでは道中は中団馬群のやや後ろで待機し、残り2ハロン付近で抜け出してモージュとの激しい競り合いとなるも半馬身及ばず2着に敗れた。5月28日のアイリッシュ1000ギニーでは好位のインで脚を溜めると残り2ハロン付近で先行していたメディテートを捕えて先頭に立ち1馬身半差をつけ快勝、G1競走2勝目をマークした。6月23日のコロネーションステークスでは道中最後方追走から直線半ばで鋭く脚を伸ばし、残り1ハロンで先頭に立つと最後はリマーキーに1馬身差をつけG1競走3勝目を飾る。2か月の休養を挟み、9月9日のメイトロンステークスでは中団追走から直線で抜け出すと追いすがるローグミレニアムに1馬身1/4差をつけて完勝、G1競走4勝目となった。10月21日のクイーンエリザベス2世ステークスでは好位追走から懸命に差を詰めるも逃げるビッグロックを捕え切れず3着に敗れたのを最後に現役を引退し、繁殖牝馬となる。これらの活躍を受けて2023年度カルティエ賞の最優秀3歳牝馬に選出された。

## 血統表
| タヒーラの血統       | タヒーラの血統                           | タヒーラの血統                           | （血統表の出典）                         | （血統表の出典）   |
| 父系                 | ヌレイエフ系                             | ヌレイエフ系                             | ヌレイエフ系                             |                    |
| 父 Siyouni 2007 鹿毛 | 父の父Pivotal 1993 栗毛                  | Polar Falcon                             | Nureyev                                  | Nureyev            |
| 父 Siyouni 2007 鹿毛 | 父の父Pivotal 1993 栗毛                  | Polar Falcon                             | Marie d'Argonne                          |                    |
| 父 Siyouni 2007 鹿毛 | 父の父Pivotal 1993 栗毛                  | Fearless Revival                         | Cozzene                                  | Cozzene            |
| 父 Siyouni 2007 鹿毛 | 父の父Pivotal 1993 栗毛                  | Fearless Revival                         | Stufida                                  |                    |
| 父 Siyouni 2007 鹿毛 | 父の母Sichilla 2002 鹿毛                 | Danehill                                 | Danzig                                   | Danzig             |
| 父 Siyouni 2007 鹿毛 | 父の母Sichilla 2002 鹿毛                 | Danehill                                 | Razyana                                  |                    |
| 父 Siyouni 2007 鹿毛 | 父の母Sichilla 2002 鹿毛                 | Slipstream Quee                          | Conquistador Cielo                       | Conquistador Cielo |
| 父 Siyouni 2007 鹿毛 | 父の母Sichilla 2002 鹿毛                 | Slipstream Quee                          | Country Queen                            |                    |
| 母 Tarana 2010 鹿毛  | 母の父Cape Cross 1994 黒鹿毛             | Green Desert                             | Danzig                                   | Danzig             |
| 母 Tarana 2010 鹿毛  | 母の父Cape Cross 1994 黒鹿毛             | Green Desert                             | Foreign Courier                          |                    |
| 母 Tarana 2010 鹿毛  | 母の父Cape Cross 1994 黒鹿毛             | Park Appeal                              | Ahonoora                                 | Ahonoora           |
| 母 Tarana 2010 鹿毛  | 母の父Cape Cross 1994 黒鹿毛             | Park Appeal                              | Balidaress                               |                    |
| 母 Tarana 2010 鹿毛  | 母の母Tarakala 2001 栗毛                 | Dr Fong                                  | Kris S.                                  | Kris S.            |
| 母 Tarana 2010 鹿毛  | 母の母Tarakala 2001 栗毛                 | Dr Fong                                  | Spring Flight                            |                    |
| 母 Tarana 2010 鹿毛  | 母の母Tarakala 2001 栗毛                 | Tarakana                                 | *シャーラスタニ                          | *シャーラスタニ    |
| 母 Tarana 2010 鹿毛  | 母の母Tarakala 2001 栗毛                 | Tarakana                                 | Tarafa                                   |                    |
| 母系(F-No.)          | Grey Skim系(FN:5-b)                      | Grey Skim系(FN:5-b)                      | Grey Skim系(FN:5-b)                      |                    |
| 5代内の近親交配      | Danzig：S4×M4, Northern Dancer：S5×S5×M5 | Danzig：S4×M4, Northern Dancer：S5×S5×M5 | Danzig：S4×M4, Northern Dancer：S5×S5×M5 |                    |

- 半姉にタルナワ（ヴェルメイユ賞、オペラ賞、ブリーダーズカップ・ターフ）がいる[10]。